# Ben 10: Zniszczyć wszystkich kosmitów
Ben 10: Zniszczyć wszystkich kosmitów (tytuł oryg. Ben 10: Destroy All Aliens, stary tytuł: Ben 10: Alien Dimensions) – film animowany z 2012 roku opowiadający o historii chłopca imieniem Ben, który odnajduje tajemniczy zegarek pozwalający mu zmieniać się w kosmitów. Film realizowany jest w technologii 3D, bazuje on na kreskówce Ben 10. Jest to pierwszy film zrealizowany w technologii 3D produkcji Cartoon Network.. Tak jak w oryginalnej serii Ben ma 10 lat – film jest pomostem pomiędzy Ben 10 a Ben 10: Obca potęga.

## Fabuła
Film w reżyserii Victora Cooka cofa widzów do momentu, w którym Ben miał 10 lat. Jego życie toczyło się wtedy głównie wokół zmagań z nauczycielami i szkolnymi wrogami oraz popołudni spędzanych w kozie, a jego największym zmartwieniem było to, że za karę nie będzie mógł pojechać z dziadkiem Maxem na ryby.
Gdy tylko pojawia się szansa na ucieczkę od tej nudnej rzeczywistości, Ben niewiele myśląc zapisuje się do programu treningowego dla obcych, który odbywa się w odległym zakątku galaktyki. Nie zdaje sobie jednak sprawy z nieodwracalnych konsekwencji, jakie niesie szkolenie. Dopiero, gdy zostaje odesłany na Ziemię, aby stawić czoła nowemu wrogowi, Wojownikowi Mechamorfowi, odkrywa, że może mutować w różnych obcych... nie może jednak wrócić do swojej ludzkiej postaci.

## Obsada
- Tara Strong[3][4] – Ben Tennyson, Upgrade[3][4]
- Meagan Smith[3][4] – Gwen Tennyson[3][4]
- Paul Eiding[3][4] – dziadek Max[3][4]
- Steven Blum[3][4] – Inferno[3][4]
- Dee Bradley Baker[3][4] – Mucha, Dzikopysk[3][4]
- Richard McGonagle[3][4] – Czteroręki[3][4]
- Richard Steven Horvitz[3][4] – Szara Materia[3][4]
- Jim Ward[3][4] – Diamentogłowy[3][4]

## Wersja polska
Wersja polska: Master Film

Reżyseria: Małgorzata Boratyńska

Dialogi: Kamila Klimas-Przybysz

Dźwięk: Mateusz Michniewicz

Montaż: Paweł Siwiec

Kierownictwo produkcji: Katarzyna Fijałkowska

Wystąpili:
- Beniamin Lewandowski – Ben
- Joanna Pach-Żbikowska – Gwen
- Grzegorz Kwiecień – Upgrade
- Miłogost Reczek – Max
- Zbigniew Konopka – Waybig
- Jacek Król – Czteroręki
- Mikołaj Klimek – Tetrax
- Klaudiusz Kaufmann – Azmuth, Szara Materia
- Tomasz Gęsikowski – Carl
- Janusz Wituch – Mucha, nauczyciel, doktor Amino
- Izabella Bukowska-Chądzyńska – Sandra

oraz:
- Tomasz Jarosz – Diamentogłowy
- Małgorzata Boratyńska
- Daniel Noszczyk – chłopiec
- Patrycja Rukowiecka – dziewczynka

Lektor: Paweł Bukrewicz